# مصطفى محمد صالح
مصطفى محمد صالح مواليد 3 سبتمبر 1963، هو ملاكم عراقي محترف. شارك في دورة الألعاب الأولمبية الصيفية سنة 1988.

## روابط خارجية
- مصطفى محمد صالح على موقع أوليمبيديا (الإنجليزية)